# Zsengellér Gyula
Zsengellér Gyula (Cegléd, 1915. december 27. – Nicosia, 1999. március 29.) magyar válogatott labdarúgó, az Újpest FC legendás játékosa, aki a magyar nemzeti csapat 1938-as világbajnoki szereplésekor vált világszerte ismertté. Ő lett a torna második legtöbb gólt szerző játékosa, a brazil Leonidas mögött Sárosi Györggyel és Silvio Piolával. Életében 947 mérkőzésen lépett pályára, és 1069 gólt szerzett, mérkőzésenkénti gólátlaga 1,13 volt.
| „                            | Zsengellér a futball Paganinije. | ” |
| – Egy török újság szalagcíme |                                  |   |

## Pályafutása
Világszínvonalú csatár volt. Technikailag, taktikailag, játékintelligenciában és gólképességében kimagasló játékos. Az ötcsatáros játékrendszerben a belső három poszt bármelyikén megállta helyét.
Felépítésileg nem volt erős fizikumú játékos, kerülte is test-test elleni küzdelmet, viszont játékostársait rendre jól hozta helyzetbe. Kétlábas játékos volt.

### Klubcsapatban
16 évesen mutatkozott be a Salgótarjáni TC együttesében. Első szezonjában kiesett a csapata, de 24 mérkőzésen 19 gólt szerzett. Ez is hozzájárult, hogy az Újpest magához édesgette a fiatal gólerős fiút, 1936-ban. Ötször volt a magyar bajnokság gólkirálya: 1938-ban, 1939-ben, 1943-ban, 1944-ben és az 1945-ös tavaszi idényben. Európai aranycipős 1939-ben és 1945-ben. Az újpestieknél 11 évet töltött el, 1947-ben szerződött Olaszországba, az AS Romához. Az 1949-50-es szezonban az Anconánál játszott, aktív pályafutását a kolumbiai Deportivo Samariosnál fejezte be, 1953-ban. Zsengellér 325 meccset játszott a magyar bajnokságban 1935 és 1947 között, 387 bajnoki góljánál csak Szusza Ferenc és Schlosser Imre szerzett többet.

### A válogatottban
Első pályára lépése címeres mezben 1936. december 2-án történt, amikor Magyarország 6:2-re kikapott Angliától. 39 alkalommal volt válogatott, ezeken a mérkőzéseken összesen 32 gólt lőtt. Góljaival a nyolcadik helyen áll a magyar csapat örökranglistáján.

### Edzőként
Visszavonulása után Zsengellér edzői pályára állt, ez hosszú és rendkívül sikeres időszaknak bizonyult. Főképp Olaszországban és Cipruson dolgozott. 1954-ben a Pezoporikos Larnacával megnyerte a ciprusi elsőosztályt, 1976-ban pedig az APOEL FC-t irányítva a Ciprusi Kupát. 1958-ban felkérték a ciprusi válogatott vezetésére, ezt a posztot két évig töltötte be. 1999-ben ott is halt meg, 83 éves korában.

## Sikerei, díjai
Magyarország
- 1935-ben főiskolai világbajnok
- Világbajnoki ezüstérmes (1938)
- Balkán-bajnokság:
  - győztes:1947

Újpest
- KK-győztes: 1939
- Magyar bajnokság
  - bajnok 1938–39, 1945, 1945–46, 1946–47
  - gólkirály: 1937–38, 1938–39, 1942–43, 1943–44 1945
- Európai aranycipős 1939-ben és 1945-ben
- Az IFFHS szerint Zsengellér minden idők hetedik legsikeresebb elsőosztályú góllövője

## Statisztika
| Bajnoki év | Csapat             | Mérk. | Gól |
| ---------- | ------------------ | ----- | --- |
| 1935/36    | Salgótarjáni TC    | 24    | 19  |
| 1936/37    | Újpest FC          | 24    | 35  |
| 1937/38    | Újpest FC          | 25    | 31  |
| 1938/39    | Újpest FC          | 26    | 56  |
| 1939/40    | Újpest FC          | 12    | 11  |
| 1940/41    | Újpest FC          | 26    | 28  |
| 1941/42    | Újpest FC          | 28    | 27  |
| 1942/43    | Újpest FC          | 30    | 26  |
| 1943/44    | Újpest FC          | 29    | 33  |
| 1944       | Újpest FC          | 9     | 12  |
| 1945       | Újpest FC          | 21    | 36  |
| 1945/46    | Újpest FC          | 35    | 51  |
| 1946/47    | Újpest FC          | 29    | 18  |
| 1947/48    | Újpest FC          | 7     | 4   |
| 1948/49    | AS Roma            | 28    | 5   |
| 1949/50    | AS Roma            | 6     | 1   |
| 1949/50    | Anconitana Ancona  | -     | -   |
| 1950/51    | -                  | -     | -   |
| 1951       | Deportivo Samarios | 19    | 13  |
| 1952       | Deportivo Samarios | 18    | 10  |

### Mérkőzései a válogatottban
| Magyarország | Magyarország         | Magyarország                       | Magyarország  | Magyarország | Magyarország  | Magyarország    | Magyarország | Magyarország                   |
| #            | Dátum                | Helyszín                           | Hazai         | Eredmény     | Vendég        | Kiírás          | Gólok        | Esemény                        |
| ------------ | -------------------- | ---------------------------------- | ------------- | ------------ | ------------- | --------------- | ------------ | ------------------------------ |
| 1.           | 1936. december 2.    | London                             | Anglia        | 6 – 2        | Magyarország  | barátságos      | -            |                                |
| 2.           | 1937. április 11.    | Bázel                              | Svájc         | 1 – 5        | Magyarország  | Európa-kupa     | 2            | 41' 59' 70'                    |
| 3.           | 1937. május 9.       | Budapest, Hungária körúti pálya    | Magyarország  | 1 – 1        | Jugoszlávia   | barátságos      | -            |                                |
| 4.           | 1937. szeptember 19. | Budapest, Hungária körúti pálya    | Magyarország  | 8 – 3        | Csehszlovákia | barátságos      | 1            | 15'                            |
| 5.           | 1937. október 10.    | Bécs, Práter-stadion               | Ausztria      | 1 – 2        | Magyarország  | Európa-kupa     | -            |                                |
| 6.           | 1938. január 9.      | Lisszabon                          | Portugália    | 4 – 0        | Magyarország  | barátságos      | -            |                                |
| 7.           | 1938. január 16.     | Luxembourg                         | Luxemburg     | 0 – 6        | Magyarország  | barátságos      | -            | 40'                            |
| 8.           | 1938. március 20.    | Nürnberg                           | Németország   | 1 – 1        | Magyarország  | barátságos      | -            |                                |
| 9.           | 1938. március 25.    | Budapest, Hungária körúti pálya    | Magyarország  | 11 – 1       | Görögország   | vb-selejtező    | 5            | 15' 23' (11-esből) 25' 67' 85' |
| 10.          | 1938. június 5.      | Reims (FRA)                        | Magyarország  | 6 – 0        | Holland India | vb-nyolcaddöntő | 2            | 30' 79'                        |
| 11.          | 1938. június 12.     | Lille, Stade Victor Boucquey (FRA) | Svájc         | 0 – 2        | Magyarország  | vb-negyeddöntő  | 1            | 90'                            |
| 12.          | 1938. június 16.     | Párizs, Parc des Princes (FRA)     | Magyarország  | 5 – 1        | Svédország    | vb-elődöntő     | 2            | 38' 85'                        |
| 13.          | 1938. június 19.     | Párizs, Olimpia stadion (FRA)      | Magyarország  | 2 – 4        | Olaszország   | vb-döntő        | -            |                                |
| 14.          | 1939. február 26.    | Rotterdam, Feijenoord Stadion      | Hollandia     | 3 – 2        | Magyarország  | barátságos      | 1            | 6'                             |
| 15.          | 1939. március 16.    | Párizs, Parc des Princes           | Franciaország | 2 – 2        | Magyarország  | barátságos      | -            |                                |
| 16.          | 1939. március 19.    | Cork                               | Írország      | 2 – 2        | Magyarország  | barátságos      | 1            | 38'                            |
| 17.          | 1939. április 2.     | Zürich, Hardturm-stadion           | Svájc         | 3 – 1        | Magyarország  | barátságos      | -            |                                |
| 18.          | 1939. június 8.      | Budapest, Üllői úti pálya          | Magyarország  | 1 – 3        | Olaszország   | barátságos      | -            |                                |
| 19.          | 1939. augusztus 27.  | Varsó                              | Lengyelország | 4 – 2        | Magyarország  | barátságos      | 1            | 14'                            |
| 20.          | 1939. szeptember 24. | Budapest, Üllői úti pálya          | Magyarország  | 5 – 1        | Németország   | barátságos      | 3            | 7' 51' 73'                     |
| 21.          | 1939. október 22.    | Bukarest, ANEF-stadion             | Románia       | 1 – 1        | Magyarország  | barátságos      | -            |                                |
| 22.          | 1941. március 23.    | Belgrád, BSK-pálya                 | Jugoszlávia   | 1 – 1        | Magyarország  | barátságos      | -            |                                |
| 23.          | 1941. április 6.     | Köln                               | Németország   | 7 – 0        | Magyarország  | barátságos      | -            |                                |
| 24.          | 1942. május 3.       | Budapest, Üllői úti pálya          | Magyarország  | 3 – 5        | Németország   | barátságos      | 1            | 30'                            |
| 25.          | 1942. június 14.     | Budapest, Üllői úti pálya          | Magyarország  | 1 – 1        | Horvátország  | barátságos      | -            |                                |
| 26.          | 1943. május 16.      | Genf, Charmilles Stadion           | Svájc         | 1 – 3        | Magyarország  | barátságos      | 1            | 34'                            |
| 27.          | 1943. június 6.      | Szófia, Junak Stadion              | Bulgária      | 2 – 4        | Magyarország  | barátságos      | 4            | 3' 8' 14' 69'                  |
| 28.          | 1943. szeptember 12. | Stockholm                          | Svédország    | 2 – 3        | Magyarország  | barátságos      | 1            | 15'                            |
| 29.          | 1943. szeptember 15. | Helsinki                           | Finnország    | 0 – 3        | Magyarország  | barátságos      | -            |                                |
| 30.          | 1943. november 7.    | Budapest, Üllői úti pálya          | Magyarország  | 2 – 7        | Svédország    | barátságos      | -            |                                |
| 31.          | 1945. augusztus 19.  | Budapest, Üllői úti pálya          | Magyarország  | 2 – 0        | Ausztria      | barátságos      | 1            | 32'                            |
| 32.          | 1945. augusztus 20.  | Budapest, Üllői úti pálya          | Magyarország  | 5 – 2        | Ausztria      | barátságos      | 1            | 15'                            |
| 33.          | 1945. szeptember 30. | Budapest, Üllői úti pálya          | Magyarország  | 7 – 2        | Románia       | barátságos      | 1            | 25'                            |
| 34.          | 1946. április 14.    | Bécs, Práter stadion               | Ausztria      | 3 – 2        | Magyarország  | barátságos      | 1            | 26'                            |
| 35.          | 1946. október 6.     | Budapest. Üllői úti stadion        | Magyarország  | 2 – 0        | Ausztria      | barátságos      | -            |                                |
| 36.          | 1946. október 30.    | Esch-sur-Alzette                   | Luxemburg     | 2 – 7        | Magyarország  | barátságos      | -            |                                |
| 37.          | 1947. május 4.       | Budapest. Üllői úti stadion        | Magyarország  | 5 – 2        | Ausztria      | barátságos      | -            |                                |
| 38.          | 1947. május 11.      | Torino, Stadio Comunale            | Olaszország   | 3 – 2        | Magyarország  | barátságos      | -            |                                |
| 39.          | 1947. augusztus 20.  | Budapest, Üllői úti stadion        | Magyarország  | 3 – 0        | Albánia       | Balkán-kupa     | -            | 58' 62'                        |
|              | Összesen             |                                    |               | 39           | mérkőzés      |                 | 32           | gól                            |

## Emlékezete

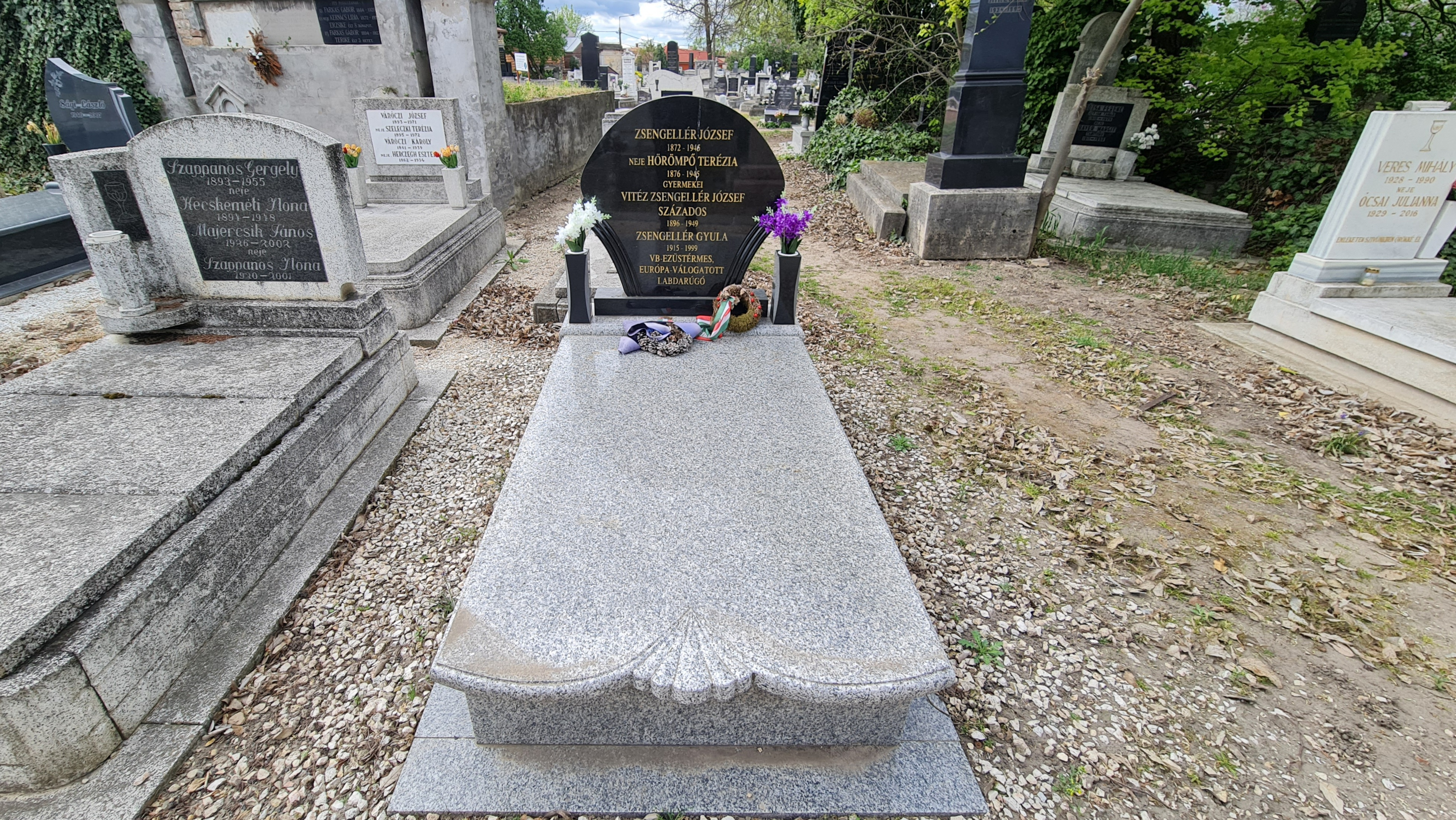
Sírja a ceglédi Felső temetőben

- Sírhelye 2013 októberéig Cipruson volt. Ezt követően a család a földi maradványait Magyarországra hozta és Cegléden temették újra.[3]
- Zsengellér Gyula tornacsarnok az újpesti Lázár Ervin általános iskolában (2015)[4]
- Emléktábla a Szusza Ferenc Stadionnál. [5]